# Strada A2 (Irlanda del Nord)
La strada A2 (in inglese A2 road, anche nota come Antrim Coast Road, e in irlandese bóithre A2) è una delle principali strade di categoria A nordirlandese che collega Newry a Culmore, con una lunghezza complessiva di circa 385 chilometri.